# Kasteel van Walzin
Het kasteel van Walzin is gelegen in Dréhance, thans een deelgemeente van Dinant, in de provincie Namen. Dit neogotische kasteel staat op een steile rots boven de rechteroever van de Lesse, voordat deze in de Maas uitmondt.

## Geschiedenis
Op dit strategisch punt in de Lesse, vroeger een doorwaadbare plaats, werd in de 11de en 12de eeuw reeds een hoogteburcht gesignaleerd. Tot viermaal toe werd dit militair bolwerk vanaf het land verwoest; alleen de 11de-eeuwse donjon van Cavrenne is als ruïne bewaard gebleven. De resten vlak bij het huidige kasteel bestaan hoofdzakelijk uit die donjon, met nog een restant van ongeveer dertien meter aan ommuring die 1,7 tot 3,3 meter dik is. De eerste geschreven notities over dit bolwerk gaan terug tot 1235. In 1489 kwam vanuit het prinsbisdom Luik het bevel ter vernietiging van de burcht.

## Restauraties
Het kasteel heeft verschillende perioden van verval en bloei gekend en werd dan ook doorheen de geschiedenis meermaals verbouwd in verschillende stijlen.
In 1850 kocht de latere baron Alfred Brugmann de ruïne en bracht vele restauraties aan. Hij liet ze in 1881 door architect Émile Janlet restaureren in een soort Spaans-Vlaamse stijl. Het kasteel in deze versie is te zien op vele postkaarten en tekeningen uit de belle époque. 
In 1930 liet baron Frédéric Brugmann de Walzin het kasteel opnieuw verbouwen, ditmaal door architect Octave Flanneau. Hij koos voor de in de regio veel voorkomende Maaslandse stijl, waardoor het kasteel zijn huidige, gekende, uiterlijk kreeg. De werken waren klaar in 1932.
De tuinen van het kasteel zijn ontworpen door architect Louis Julien Breydel, die ook de  Kruidtuin te Brussel op zijn naam heeft staan. Het kasteel is gelegen in een bosrijke omgeving, het Bois de Chaleux. Dit is niet voor bezichtiging toegankelijk, de tuinen echter wel, eventueel met rondleiding.

## Foto's

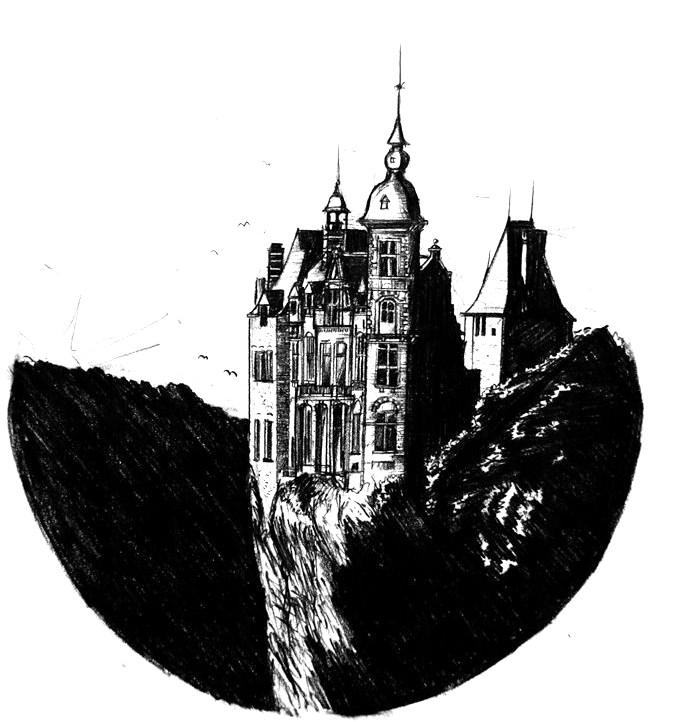
Het kasteel van Walzin in Spaans-Vlaamse stijl, door kunstenaar Alan Jockmans
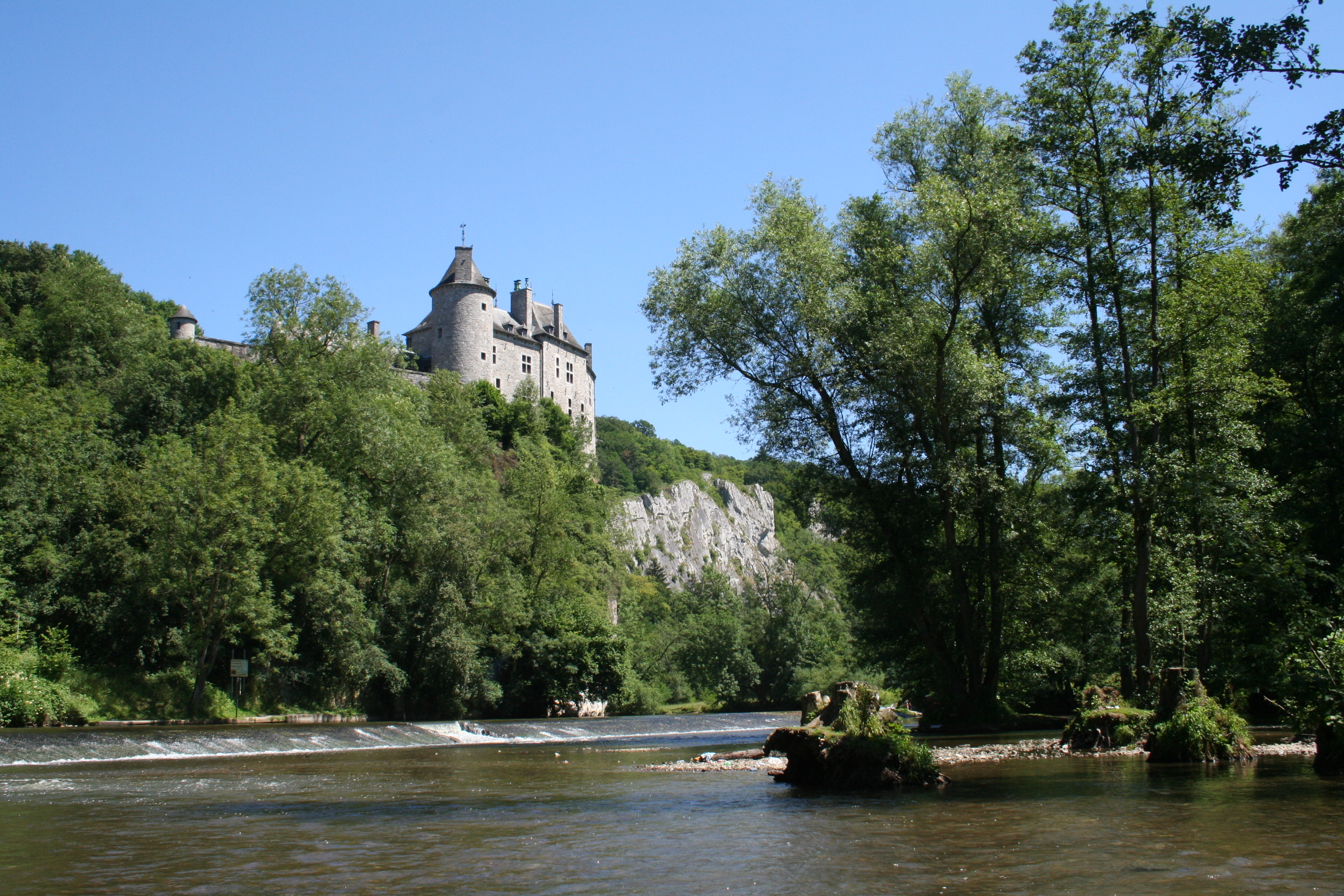
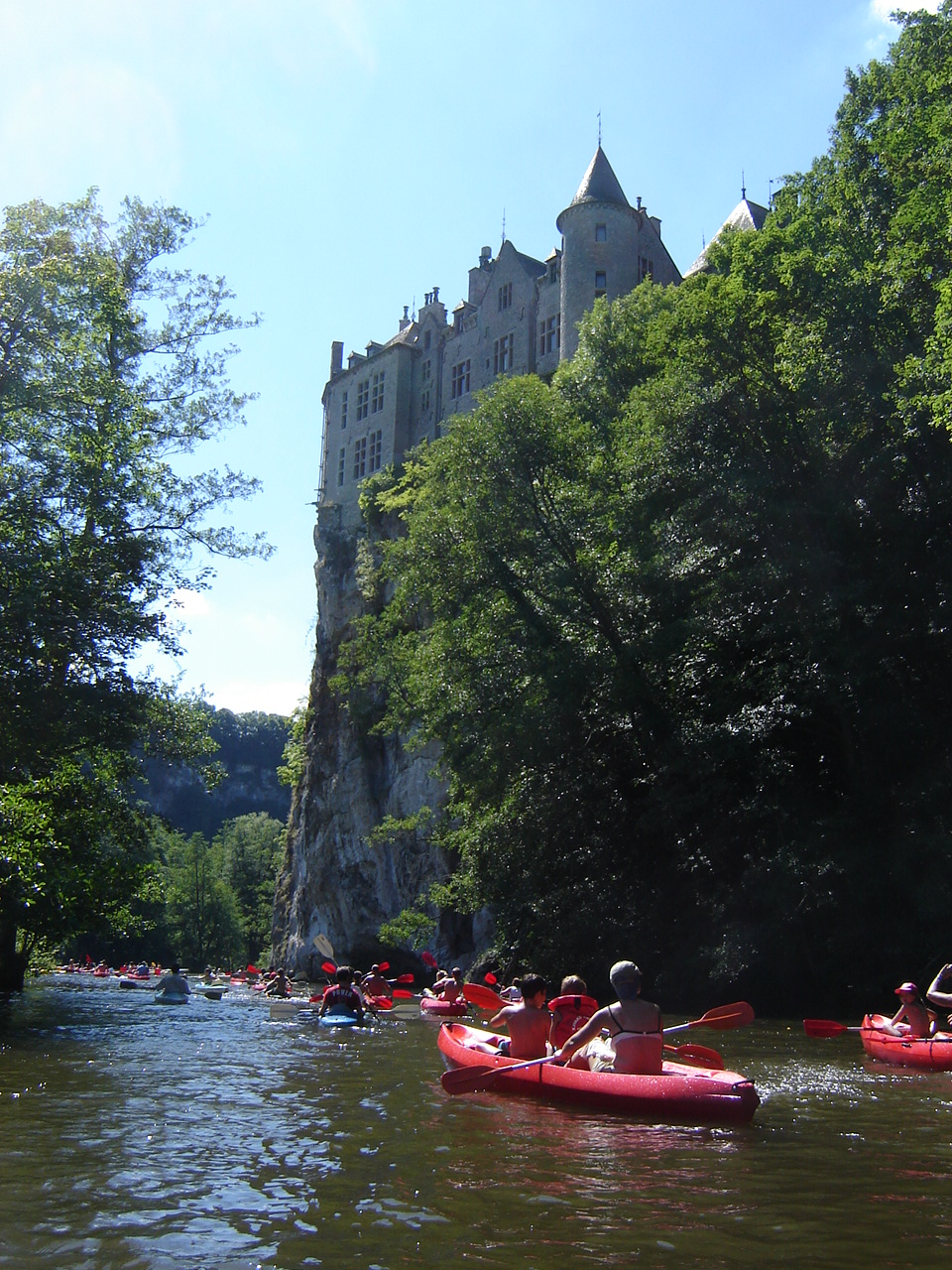
Kasteel Walzin hoog boven de Lesse
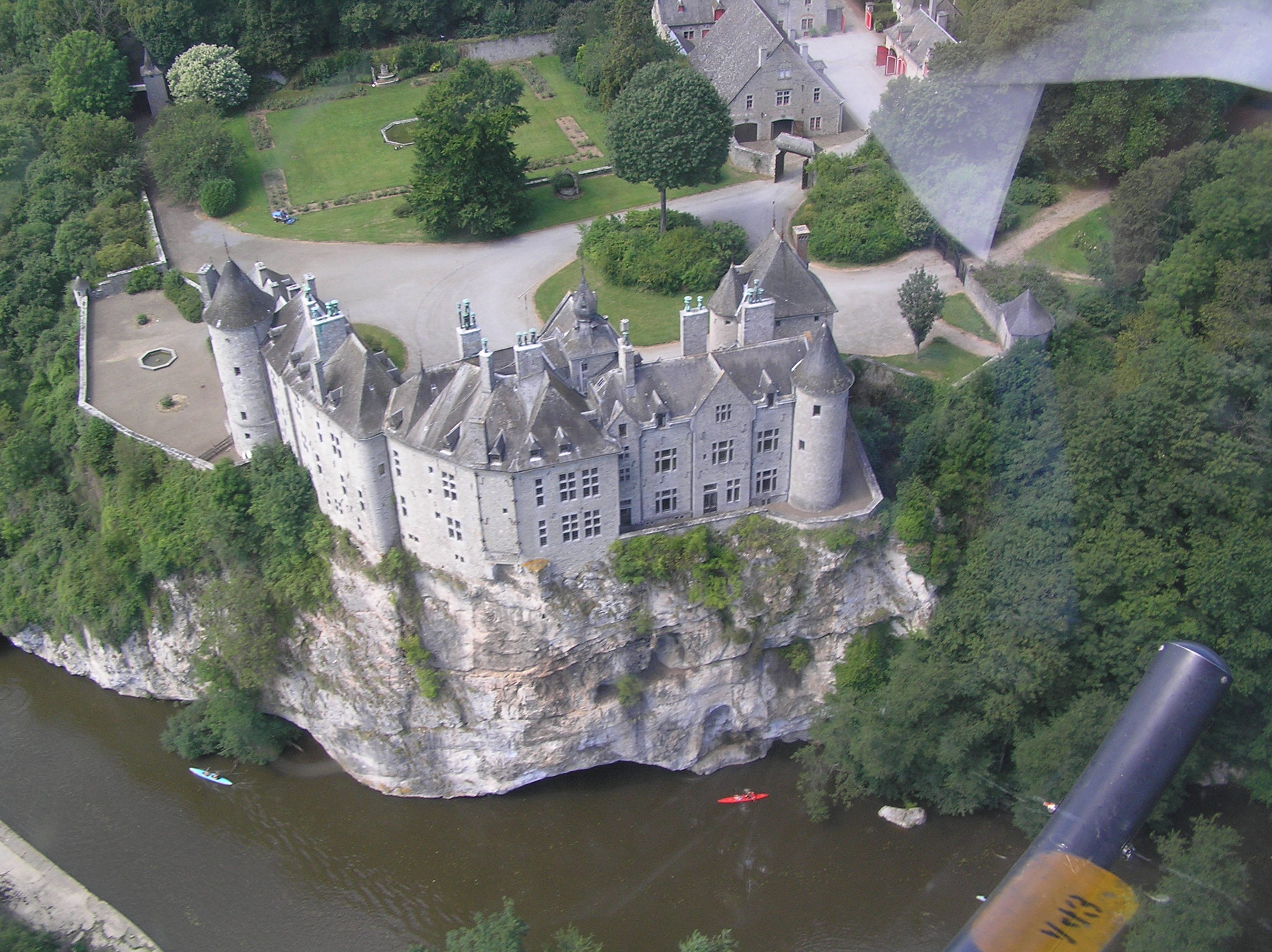